# (693861) 2015 MQ204
(693861) 2015 MQ204 est un objet transneptunien du disque des objets épars, d'un diamètre estimé à 300 km, ce qui pourrait le qualifier comme candidat au statut de planète naine.